# 台鐵CT230型蒸汽機車
臺鐵CT230型蒸汽機車是與日本國鐵C50型蒸汽機車同型的過熱式機車，為CT150型（日本8620型）的改進型，其牽引力比CT150型高出700kgw，但未取代CT150型。

## 概要
日本鐵道省於1929年開始生產C50型蒸汽機車，其中三菱造船所製造的首批C50型（C50 1－C50 4，製造序號50－53）
和汽車製造株式会社製造的首批C50型（C50 5，製造序號1050）原於日本國內使用，但是到了1941年因軍事需求而被日本軍方要求運送至海南島使用，後來因故於中途送至日本海軍在臺灣的軍港使用:94。1945年二次世界大戰結束後，C50 1－C50 5由臺灣鐵路管理局接收，但使用情況不明，可能作支線牽引機使用，收編為CT230型（CT231－CT235）。雖然CT230型性能較CT150型高，但是輛數僅有5輛，加上CT230型的設計無法與CT150型的零組件通用，增加了車輛維修的不便，而於1968年2月27日便公告報廢:95並解體消失，沒有任何車輛保存。

## 主要規格

### 基本資料[2]:95
- 日治時期形式：C50型
- 在日同型車：C50型
- 號碼
  - 原車號：C50 1－C50 5
  - 1949年起：CT231－CT235
- 製造國（廠商）：日本（三菱造船所、汽車製造）
- 製造年：1929年

### 規格[2]:221
- 車輪配置：1C（2-6-0）
- 飽合過熱別：過熱式
- 閥裝置\汽門：華式（英语：Walschaerts valve gear）
- 車長：16,680 mm
- 車寬：2,660 mm
- 車高：3,885 mm
- 車輪直徑
  - 動輪：1,600 mm
  - 臺車：860 mm
  - 煤水車：860 mm
- 軸距（全14,860 mm）
  - 引擎：7,150 mm
  - 動輪：4,130 mm
  - 煤水車：3,660 mm
  - 固定：4,190 mm
- 連結面間長：16,630 mm
- 汽缸
  - 數目：2個
  - 直徑：420 mm
  - 行程：611 mm
  - 牽引力：10,000 kgw
- 鍋爐使用壓力（實用汽壓）：14 kgw/cm²
- 傳熱面積（總計111 m²）
  - 火箱：9.5 m²
  - 煙管：72.7 m²
  - 過熱：28.8 m²
- 爐篦面積：1.61 m²
- 煙管直徑×數目
  - 大煙管：127 mm×18支
  - 小煙管：45 mm×50支
  - 管板內面距：3,920 mm
- 空氣軔機
  - 空氣壓縮機：240複式
  - 主儲氣筒容積、數目：260×2個
  - 軔缸直徑、數目 
    - 引擎：254×2個
    - 煤水車 254×1個

  - 軔機倍率 
    - 引擎：7.37
    - 煤水車：7.33
- 容量
  - 鍋爐水：4.2 m³
  - 煤櫃：6.01 ton
  - 水櫃：13 m³